# Funtown Splashtown USA
Funtown Splashtown USA (communément appelé "Funtown") est un parc d'attractions situé à Saco dans le Maine, aux États-Unis.

## Histoire

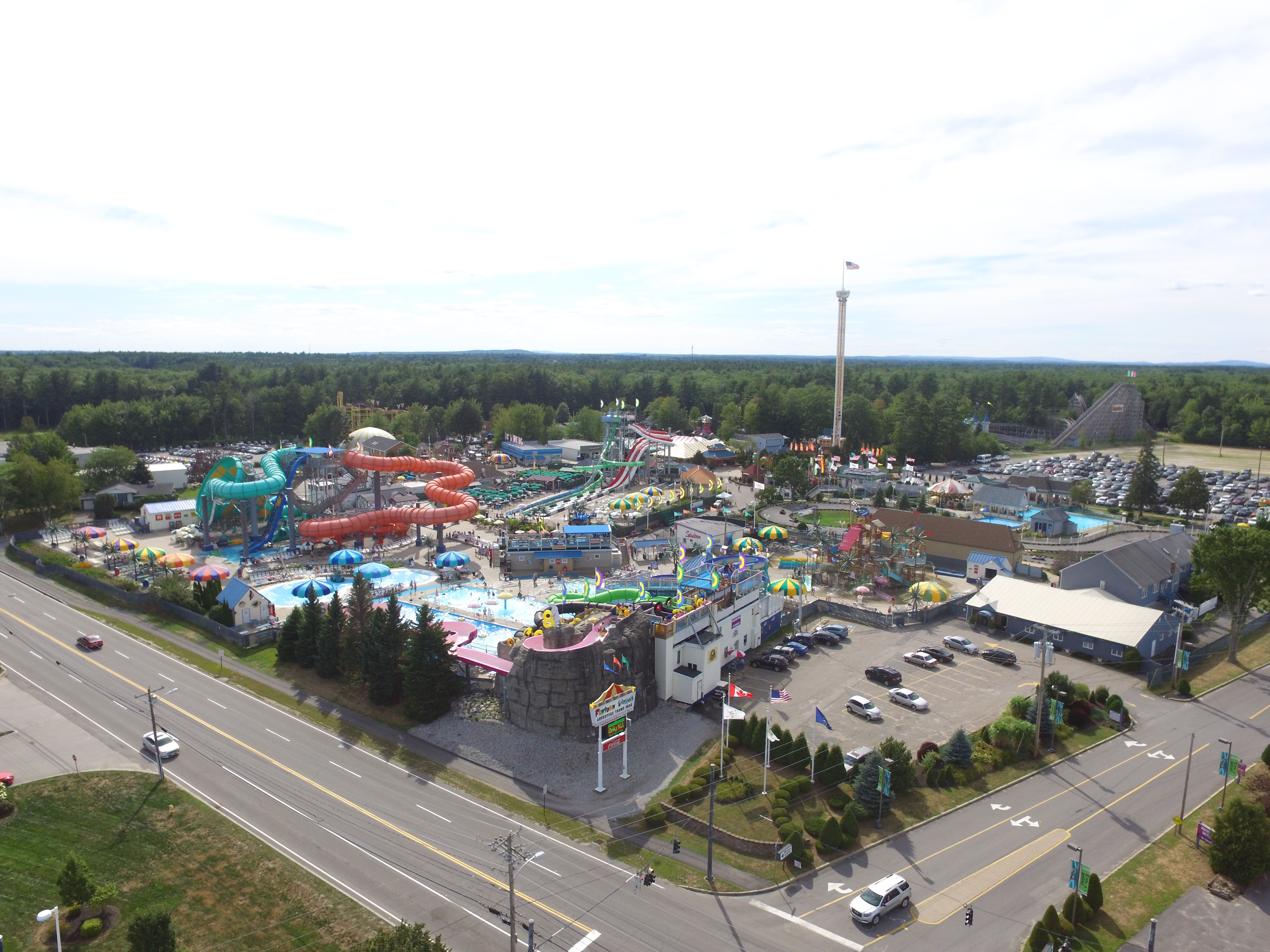
Vue aérienne du parc.

En 1959, Ken et Violet Cormier ouvrent "Marvel Drive In", un restaurant drive-in. Le frère de Ken, Andre Dellaire ouvre alors à proximité un  minigolf. En 1963, Andre ouvre un circuit de karting et en 1964, Ken ajoute un espace d'entrainement au tir pour le baseball et un autre pour le tir à l'arc. Ainsi et au fil du temps, Cormier et Dellaire ajoutent de petites attractions foraines et une boutique souvenir.
En 1967, Cormier et Dellaire deviennent officiellement partenaires et forment ainsi Funtown U.S.A.
En 1996, Cormier rachète les intérêts de Dellaire, devenant son seul propriétaire et renommant le parc "Funtown Splashtown U.S.A." après l'ajout d'un parc aquatique.
En raison de la pandémie de Covid-19 , les responsables du parc annonce qu'il ne sont pas en mesure d'ouvrir le parc au public en 2020.

## Les attractions
Le parc contient Excalibur, le seul parcours de montagnes russes en bois du Maine. Il contient aussi le plus haut et le plus long parcours de bûches de Nouvelle-Angleterre.

### Les montagnes russes
| Nom de l'attraction | Type                     | Constructeur                  | Année d'ouverture |
| ------------------- | ------------------------ | ----------------------------- | ----------------- |
| Excalibur           | Montagnes russes en bois | Custom Coasters International | 1998              |
| Wild Mouse          | Wild Mouse               | Maurer Rides                  | 2009              |

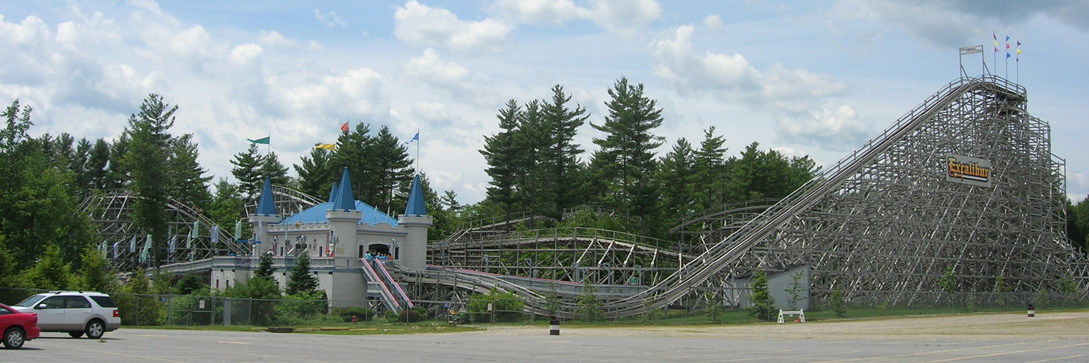
Excalibur
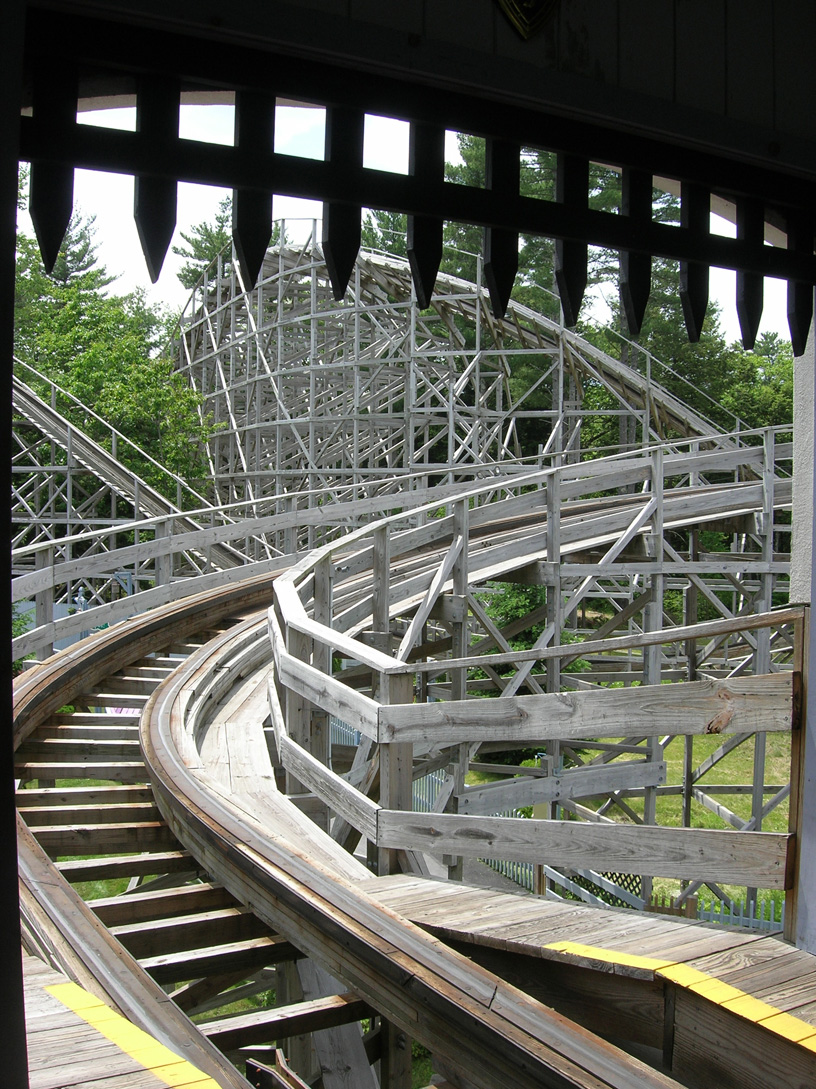
Excalibur
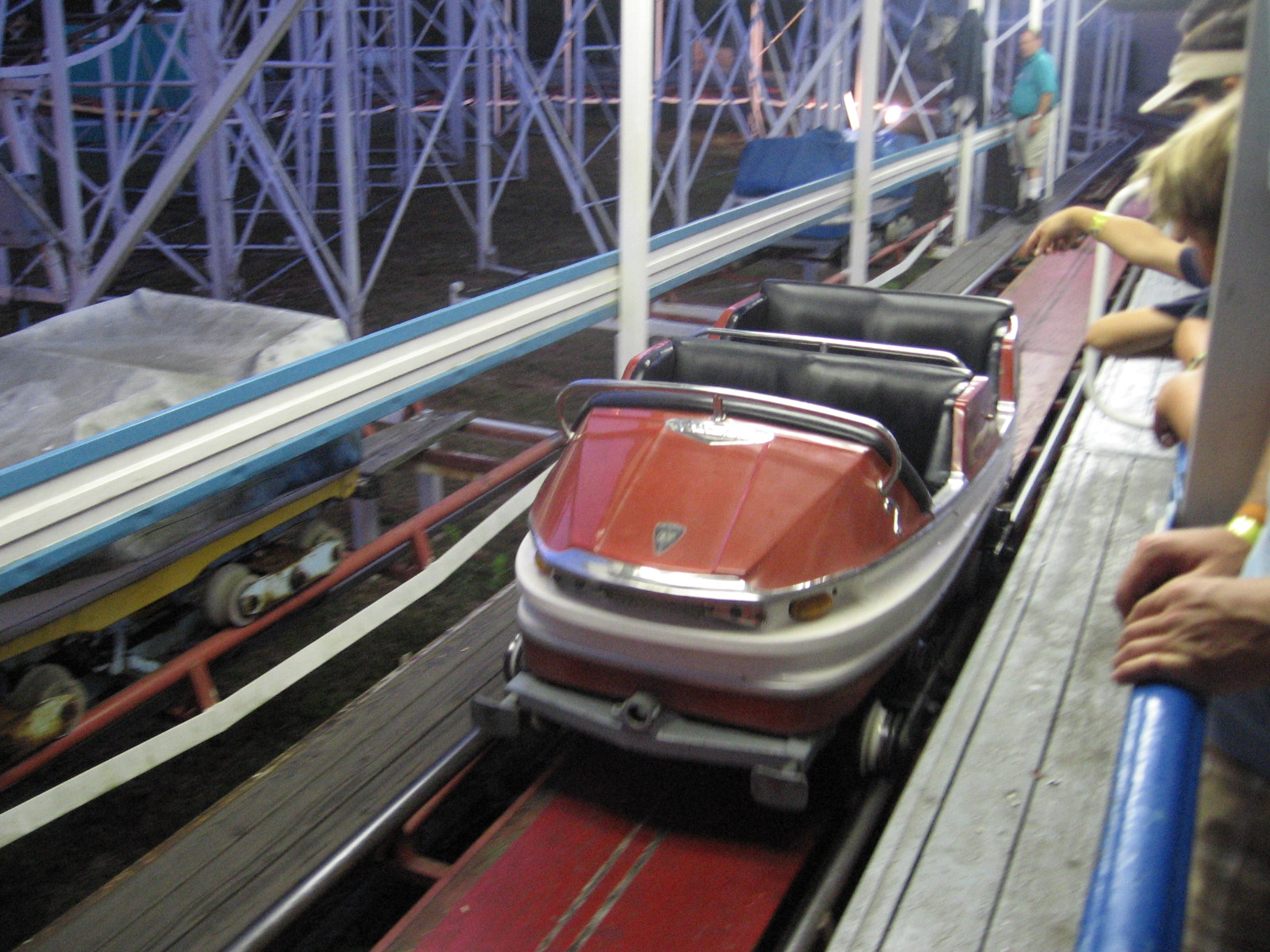
Galaxi, fermé en 2008

### Attractions aquatiques
- Bumper boats - Bateaux tamponneurs
- Thunder Falls - Bûches (OD Hopkins)
- Kiddie Bumper Boats - bateaux tamponneurs pour enfants

### Autres attractions
- Astrosphere - Twist (Eli Bridge Company)
- Antique Cars - Parcours de tacots
- Balloon Race - Grande roue
- Barney Oldfield Roadsters - Parcours de voitures
- Bumper Cars - Autos tamponneuses
- Cactus canyon - Parcours en pirogues pour enfants
- Casino - Trabant-Wipeout de Chance Rides
- Classic Carousel - Carrousel (Chance Rides)
- Dragon's Descent - Tour de chute (S&S)
- Flying Trapeze - Chaises volantes (Chance Rides)
- Frog Hopper - Tour de chute pour enfants (S&S)
- Grand Prix Racers - Piste de karting
- Helicopters
- Kiddie Train - Train pour enfants
- Kiddie Boats - Bateaux pour enfants
- Kiddie Cars - Manège de voitures
- Kiddie Swings - Chaises volantes pour enfants
- Merry-Go-Round - Carrousel (Allan Hershell Company)
- Red Baron Planes - Manège d'avions
- Sea Dragon - Bateau à bascule (Chance Rides)
- Thunder Bolt - Music Express (Chance Rides)
- Tilt-A-Whirl - Tilt-A-Whirl
- Tempest in the Tea Cups - Tasses

## Le parc aquatique
- Amphitrite's Challenge - Toboggans aquatiques de course
- Corkscrew
- Family Fun Lagoon - Piscine pour enfants
- Liquid Lightning (WhiteWater West)
- Mammoth (Proslide)
- Pirates Paradise Aquaplay - 8 toboggans aquatiques (WhiteWater West)
- Poseidon's Plunge - toboggan aquatique à trappe
- Splish & Splash- Toboggans aquatiques dans le noir
- Swimming Pool - Piscine
- Tornado (Proslide)
- Triton's Twist